# Podarcis erhardii
Espèce
Synonymes
- Lacerta muralis fusca var. erhardii Bedriaga, 1882
- Lacerta erhardii livadiaca Werner, 1902
- Lacerta muralis var. riveti Chabanaud, 1919
- Lacerta erhardi ruthveni Werner, 1930
- Lacerta erhardi amorgensis Werner, 1933
- Lacerta erhardi mykonensis Werner, 1933
- Lacerta erhardii thermiensis Werner, 1935
- Lacerta erhardii biinsulicola Wettstein, 1937
- Lacerta erhardii kinarensis Wettstein, 1937
- Lacerta erhardii levithensis Wettstein, 1937
- Lacerta erhardii megalophthenae Wettstein, 1937
- Lacerta erhardii ophidusae Wettstein, 1937
- Lacerta erhardii pachiae Wettstein, 1937
- Lacerta erhardii phytiusae Wettstein, 1937
- Lacerta erhardii subobscura Wettstein, 1937
- Lacerta erhardii syrinae Wettstein, 1937
- Lacerta erhardii zafranae Wettstein, 1937
- Lacerta erhardii thessalica Cyrén, 1938
- Lacerta erhardii buchholzi Wettstein, 1956
- Lacerta erhardii makariaisi Wettstein, 1956

Statut de conservation UICN

 LC  : Préoccupation mineure
Podarcis erhardii est une espèce de sauriens de la famille des Lacertidae.

## Répartition
Cette espèce se rencontre en Grèce, en Albanie, en Macédoine, en Serbie et en Bulgarie.

## Liste des sous-espèces
Selon The Reptile Database (6 mai 2015) :
- Podarcis erhardii amorgensis (Werner, 1933)
- Podarcis erhardii biinsulicola (Wettstein, 1937)
- Podarcis erhardii buchholzi (Wettstein, 1956)
- Podarcis erhardii erhardii (Bedriaga, 1882)
- Podarcis erhardii kinarensis (Wettstein, 1937)
- Podarcis erhardii levithensis (Wettstein, 1937)
- Podarcis erhardii livadiaca (Werner, 1902)
- Podarcis erhardii makariaisi (Wettstein, 1956)
- Podarcis erhardii megalophthenae (Wettstein, 1937)
- Podarcis erhardii mykonensis (Werner, 1933)
- Podarcis erhardii ophidusae (Wettstein, 1937)
- Podarcis erhardii pachiae (Wettstein, 1937)
- Podarcis erhardii phytiusae (Wettstein, 1937)
- Podarcis erhardii riveti (Chabanaud, 1919)
- Podarcis erhardii ruthveni (Werner, 1930)
- Podarcis erhardii subobscura (Wettstein, 1937)
- Podarcis erhardii syrinae (Wettstein, 1937)
- Podarcis erhardii thermiensis (Werner, 1935)
- Podarcis erhardii thessalica (Cyrén, 1938)
- Podarcis erhardii zafranae (Wettstein, 1937)

## Publications originales
- Bedriaga, 1882 "1881" : Die Amphibien und Reptilien Griechenlands. Bulletin de la Société impériale des naturalistes de Moscou, vol. 56, no 1, p. 242–310 (texte intégral) et no 2, p. 43-103 & 278-344 (texte intégral).
- Chabanaud, 1919 : Énumération des Reptiles et des Batraciens de la péninsule Balkanique envoyés au Muséum par le Dr. Rivet, de 1917 a 1919, avec la description d'une variété nouvelle. Bulletin du Muséum d'Histoire naturelle, vol. 25, no 1, p. 21-26 (texte intégral).
- Werner, 1930 : Contribution to the knowledge of the reptiles and amphibians of Greece, especially the Aegean islands. Occasional Papers University of Michigan Museum of Zoology, no 211, p. 1-46 (texte intégral).
- Werner 1933 : Ergebnisse einer zoologischen Studicn-und Sammelreise nach den Inseln des Agaischen Meeros. I. Beptilien und Amphibien. Sitzungsberichte Akademie der Wissenschaften Wien, vol. 142, no 3/4, p. 103-133.
- Werner, 1935 : Reptilien der Ägäischen Inseln. Sitzungsberichte der Kaiserlichen Akademie der Wissenschaften in Wien, vol. 144, p. 81-117 (texte intégral).
- Wettstein, 1937 : Vierzehn neue Reptilienrassen von den sudlichen Agaischen Inselr. Zoologischer Anzeiger, vol. 118, no 3/4, p. 79-90 (texte intégral).
- Wettstein, 1956 : Zwei neue Eidechsenrassen von den Kykladen. Anz ost Akad Wiss, vol. 93, p. 134-137.